# Anoeconeossa copidiformis
Anoeconeossa copidiformis är en insektsart som beskrevs av Taylor 1987. Anoeconeossa copidiformis ingår i släktet Anoeconeossa och familjen rundbladloppor. Inga underarter finns listade i Catalogue of Life.